# Kelly Simm
Kelly Simm (Southampton, Inglaterra, 23 de abril de 1995) es una gimnasta artística británica, medallista mundial de bronce en 2015 en el concurso por equipos.

## 2015
En el Mundial celebrado en Glasgow (Escocia) gana la medalla de bronce en el concurso por equipos. Reino Unido queda tras Estados Unidos (oro) y China (plata); sus seis compañeras de equipo fueron: Ellie Downie, Claudia Fragapane, Rebecca Downie, Ruby Harrold, Amy Tinkler y Charlie Fellows.